# Sierafim Miłowski
Sierafim Aleksandrowicz Miłowski, ros. Серафим Александрович Миловский (ur. 17 stycznia 1905 we wsi Koczkurowo w guberni niżegorodzkiej, zm. 10 maja 1982 w Woroneżu) – radziecki dyrygent chóralny, kompozytor, muzykolog, krytyk muzyczny i pisarz.
Od 1923 kierował chórami w Niżnym Nowogrodzie i Leningradzie. W 1936 ukończył studia na wydziale historyczno-teoretycznym i na wydziale chóru konserwatorium w Leningradzie. Do 1937 był dyrygentem ukraińskiego zespołu chóralnego "Dumka". Następnie stał na czele zespołu pieśni i tańca przy zarządzie ds. artystycznych urzędu miejskiego Leningradu oraz Leningradzkiego Okręgu Wojskowego. W 1940 przeniósł się do Tallinna, gdzie pełnił funkcję kierownika muzycznego Domu Armii Czerwonej. Po ataku wojsk niemieckich na ZSRR 22 czerwca 1941 r., pozostał w mieście. Dyrygował chórami i zespołami muzycznymi podczas okupacji hitlerowskiej. Po odzyskaniu Tallinna przez Armię Czerwoną nie został aresztowany. Objął funkcję kierownika muzycznego i dyrygenta chóru Domu Oficerów Armii i Floty. W 1945 r. wstąpił do Związku Kompozytorów. Był lektorem estońskiej filharmonii i krytykiem muzycznym gazety „Sowietskaja Estonija”. Od 1950 wykładał też w tallińskim konserwatorium. W 1957 r. został wykładowcą woroneskiego państwowego instytutu pedagogicznego. W latach 1962–1970 był przewodniczącym stowarzyszenia chóralnego w Woroneżu. Napisał kantatę „Pamięci Kolcowa” (1959) i operę Nikitin (1963), a także romanse, chóry i pieśni ludowe. Ponadto był autorem kilku publikacji naukowych.